# Du hast gesagt, dass du mich liebst
Du hast gesagt, dass du mich liebst ist ein deutscher Liebesfilm aus dem Jahr 2006.

## Handlung
Johanna Perl war ihr Leben lang immer beschäftigt. Die einstige Spitzensportlerin wurde nach ihrer Karriere Schwimmtrainerin. Doch seitdem sie pensioniert ist, fühlt sie sich leer. Von ihrem früheren Mann war  Johanna betrogen und verlassen worden. Sie fängt an, mit Bäumen und ihrer toten Mutter zu sprechen, bevor sie eines Tages auf eine Kontaktanzeige des Schriftstellers Johannes antwortet. In einer Zeitungsanzeige sucht Johannes eine Frau, die für ihn „Schwester, Mutter, Heilige, Hure, Gefährtin und Geliebte“ ist, und Johanna möchte das für ihn sein.
Inspiriert durch ihre eigene Tochter Sophia, die überstürzt heiratet, lässt sie Johannes nach kurzer Bekanntschaft in ihrer Wohnung einziehen. Anfangs besteht sie noch auf einer förmliche Distanz. Beide schlafen in getrennten Schlafzimmern und reden sich mit einem formellen „Sie“ an.
Doch die Distanz bröckelt, beide nähern sich einander an, und Johanna avanciert zu Johannes’ Muse. Endlich kann der erfolglose Schriftsteller, der bereits vier Romane geschrieben hatte, aber noch keinen veröffentlichen konnte, seinen ersehnten großen Erfolg feiern. Mit „Du hast gesagt, dass Du mich liebst“ nimmt er die Krise seiner Beziehung schreibend vorweg und landet einen großen Bestseller. Im Rausch seines Erfolgs betrügt er Johanna mit einer anderen Frau. Doch nachdem Johanna ihn kurzzeitig vertrieben hatte, überlegt sie es sich und gibt ihm eine zweite Chance. Johannes und Johanna heiraten und fahren nach Spanien in die Flitterwochen.

## Hintergrund
Der Film wurde vom 14. Januar bis 24. April 2005 in Berlin gedreht. Seine Uraufführung war am 2. Februar 2006 im Kino Babylon in Berlin-Mitte. Sein regulärer Kinostart war am 20. April 2006.

## Kritiken
„Ein ebenso leichtes wie lebenskluges Alterswerk, entwickelt in gleichmäßigem Erzählrhythmus, dessen spirituelle Liebesmetaphysik um das Herstellen von Gegenwärtigkeit kreist und exemplarisch darzulegen versucht, wie das Glück die menschliche Kreativität entfacht.“

„Betont ruhig inszeniert, überzeugen zwar die beiden Hauptdarsteller, doch retten können sie den Film nicht. Zu unwahrscheinlich und abstrus kommt das Drama daher, denn wer kauft schon einer Frau im reifen Alter die Gebaren eines Teenagers ab.“

„Unprätentiös gefilmt; es geht um Liebe und Alltag; Hannelore Elsner spielt mit. Die Probe für die geneigten Zuschauer besteht darin, ob und wie weit man es diesmal wieder aushält: die Kombination aus menschlicher Ungelenkheit und gestelzten Sätzen, die Unmittelbarkeit der Inszenierung, das Privatistische. Anders formuliert könnte man auch sagen: Thomes Filme sind peinlich. Aber das ist eben zugleich auch ihre Stärke.“